# Діпольдзау
Діпольдзау (нім. Diepoldsau) — громада  в Швейцарії в кантоні Санкт-Галлен, виборчий округ Райнталь.

## Географія
Громада розташована на відстані близько 175 км на схід від Берна, 22 км на схід від Санкт-Галлена.
Діпольдзау має площу 11,3 км², з яких на 23,9% дозволяється будівництво (житлове та будівництво доріг), 63,4% використовуються в сільськогосподарських цілях, 4,6% зайнято лісами, 8,2% не є продуктивними (річки, льодовики або гори).

## Демографія
2019 року в громаді мешкало 6465 осіб (+10,9% порівняно з 2010 роком), іноземців було 24%. Густота населення становила 575 осіб/км².
За віковим діапазоном населення розподілялося таким чином: 21,7% — особи молодші 20 років, 62,3% — особи у віці 20—64 років, 16% — особи у віці 65 років та старші. Було 2586 помешкань (у середньому 2,5 особи в помешканні).
Із загальної кількості 3422 працюючих 176 було зайнятих в первинному секторі, 1571 — в обробній промисловості, 1675 — в галузі послуг.